# ماری لوئیز دوبریل-ژاکوتین
ماری لوئیز دوبریل-ژاکوتین (انگلیسی: Marie-Louise Dubreil-Jacotin; ۷ ژوئیهٔ ۱۹۰۵ – ۱۹ اکتبر ۱۹۷۲) ریاضیدان برجسته فرانسوی بود که به عنوان پیشگام زنان در ریاضیات فرانسه شناخته می‌شود. او دومین زنی بود که در فرانسه موفق به اخذ دکترای ریاضیات محض شد، اولین زنی که به مقام استاد تمامی ریاضیات در فرانسه دست یافت، و همچنین به عنوان رئیس انجمن ریاضی فرانسه انتخاب شد. تخصص اصلی او در زمینه‌های مکانیک سیالات و جبر مجرد بود. در مکانیک سیالات، «معادله دوبریل-ژاکوتن-لونگ» که به عنوان مدل استاندارد امواج گرانشی داخلی شناخته می‌شود، حامل نام اوست.

## زندگی اولیه و تحصیلات
ماری-لوئیز ژاکوتن در ۷ ژوئیه ۱۹۰۵ در خانواده‌ای تحصیل کرده به دنیا آمد. پدرش وکیل یک بانک فرانسوی بود و مادرش از نوادگان یک شیشه‌گر یونانی الاصل محسوب می‌شد. معلم ریاضی او در دبیرستان، خواهر الی کارتان - ریاضیدان مشهور فرانسوی - بود. پس از اخذ دیپلم متوسطه، به لطف وساطت پدر یکی از دوستانش که ریاست یک مؤسسه آموزشی را بر عهده داشت، توانست تحصیلات ریاضی خود را در کالج شاپتال ادامه دهد.
در سال ۱۹۲۶، در دومین تلاش خود برای ورود به مدرسه عالی نرمال (اکول نرمال سوپریور)، با کسب رتبه دوم (مشترک با کلود شوالی، ریاضیدان سرشناس) شایسته پذیرش شناخته شد. اما به حکم وزارت آموزش، به رتبه ۲۱ تنزل یافت. پس از مداخله فرنان هوزر - سردبیر مجله این مدرسه - سرانجام در اکول نرمال سوپریور پذیرفته شد. در این مؤسسه معتبر، از محضر استادانی چون هنری لبگ و ژاک آدامار بهره برد و در سال ۱۹۲۹ تحصیلات خود را با موفقیت به پایان رساند.

## فعالیت‌های علمی و تحقیقاتی
در سال ۱۹۳۴، دوبریل-ژاکوتن تحت راهنمایی آنری ویلا، رساله دکترای خود را با موضوع «وجود بی‌نهایت موج مختلف در سیالات ایده‌آل» دفاع کرد. پیش از او، تنها دو زن دیگر در فرانسه موفق به اخذ دکترای ریاضیات شده بودند: ماری شارپانتیه در سال ۱۹۳۱ (در رشته ریاضیات محض) و ادمه شاندون در سال ۱۹۳۰ (در رشته نجوم و ژئودزی).
در سال ۱۹۴۳، دوبریل-ژاکوتن به عنوان اولین زن در تاریخ فرانسه به مقام استاد تمامی ریاضیات در دانشگاه پواتیه منصوب شد. در سال ۱۹۵۶ به دانشگاه پاریس نقل مکان کرد و پس از تقسیم این دانشگاه، در دانشگاه پیر و ماری کوری به تدریس ادامه داد.
تحقیقات او در دهه ۱۹۵۰ به سمت جبر مجرد گرایش یافت و در این زمینه به مطالعه نیم‌گروه‌ها و ساختارهای جبری درجه‌بندی شده پرداخت. او مؤلف دو کتاب درسی مهم بود: یکی در نظریه شبکه‌ها و دیگری در جبر مجرد. علاوه بر آثار تخصصی، کتابی نیز با عنوان «توصیف زنان ریاضیدان» در تاریخ ریاضیات تألیف کرد.

## میراث علمی
یادبودهای متعددی به پاس خدمات علمی دوبریل-ژاکوتن برپا شده است: خیابانی به نام او در محوطه دانشگاه پاریس دیدرو و دانشگاه پواتیه نامگذاری شده‌اند. در نظریه نیم‌گروه‌ها، «نیم‌گروه‌های دوبریل-ژاکوتن» به افتخار او نامیده شده‌اند. در مکانیک سیالات، «معادله دوبریل-ژاکوتن-لونگ» که به عنوان مدل استاندارد امواج گرانشی داخلی شناخته می‌شود، حامل نام اوست.
دوبریل-ژاکوتن در ۱۹ اکتبر ۱۹۷۲ در سن ۶۷ سالگی درگذشت، اما آثار و دستاوردهایش همچنان در دنیای ریاضیات زنده و تأثیرگذار باقی مانده است. او نه تنها به عنوان یک دانشمند برجسته، بلکه به عنوان الگویی برای زنان در علم شناخته می‌شود.